# Хануков Олександр Павлович
Олександр Павлович Хануков (18 грудня 1867 — 4 грудня 1943) — український державний діяч, генерал-лейтенант РІА, Генеральний значковий (1918). Київський губернський староста (1918), Київський міський отаман (1918).

## Життєпис
Освіту здобув в Херсонському реальному училищі. 
На військову службу вступив 12 жовтня 1887. Закінчив Михайлівське артилерійське училище у 1890 році, отримав переш офіцерське звання підпоручик. Служив у 4-й резервній артилерійській бригаді, Івангородської і Лібавської фортечної артилерії, 22-ї артилерійської бригади. 
Закінчив Миколаївську академію Генерального Штабу у 1899 році по 1-му розряду. Знаходився при Київському військовому окрузі. Старший ад'ютант штабу 5-ї піхотної дивізії (26.11.1899-28.01.1901), старший ад'ютант штабу 9-го армійського корпусу (28.01.1901-16.11.1903). Цензове командування ротою відбував у 166-му Піхотному Рівненському полку (13.10.1901-13.10.1902). Начальник стройового відділу штабу Владивостоцької фортеці (16.11.1903-23.06.1905).
Учасник російсько-японської війни 1904-05. Начальник штабу 15-ї піхотної дивізії (23.06.1905-22.11.1913). Цензове командування батальйоном відбував у 166-му Піхотному Рівненському полку (10.05.-10.09.1906). Був прикомандирований до артилерії (04.06.-01.08.1908) та кавалерії (01.07.-27.07.1912). Командир 131-го піхотного Тираспольського полку (22.11.1913-1915). Генерал-майор з 6 червня 1915 року. Начальник штабу 23-го армійського корпусу (13.11.1915-20.04.1916). Начальник штабу 41-го армійського корпусу (20.04.1916-18.02.1917). Командувач 5-й Заамурської прикордонної Піхотної дивізії (18.02.-20.07.1917). Відрахований з посади за хворобою з призначенням в резерв чинів при штабі Київського військового округу (з 20.07.1917).
У 1918 році на службі в збройних силах Української Держави — генеральний значковий, з 05.1918 Київський губернський староста.
В еміграції в Югославії. Помер в Новий Сад (Сербія).

## Нагороди та відзнаки
- Орден Св. Станіслава 3-го ст. з мечами і бантом (1905)
- Орден Св. Анни 3-го ст. з мечами і бантом (1905)
- Орден Св. Станіслава 2-го ст. з мечами (1905)
- Орден Св. Анни 2-го ст. з мечами (1906)
- Орден Св. Володимира 4-го ст. з мечами і бантом (1906)
- Орден Св. Володимира 3-го ст. (1910 25.02.1911)
- Орден Св. Георгія 4-го ст. (ВП 19.05.1915)
- Орден Св. Анни 4-го ст. (ВП 14.03.1916)
- Орден Св. Станіслава 1-го ст. з мечами (ВП 21.11.1916)
- Орден Св. Анни 1-го ст. з мечами (ПАФ 30.04.1917).